# Штраубінг Тайгерс
«Штраубінг Тайгерс» (нім. Straubing Tigers) — хокейний клуб із міста Штраубінг, Німеччина. Заснований у 1941 році. Виступає у чемпіонаті Німецької хокейної ліги.

## Історія

### Бан Штраубінг (1941—1943)
У 1941 році 14-річний Макс Пілмайєр та його друзі Макс Пеллкофер та Гаррі Пойгер заснували першу хокейну команду у Штраубінгу. Перша офіційна гра відбулася першого лютого 1942 року в Хофі та завершилась поразкою з роахунком 0:1. У наступному році було кілька ігор проти інших баварських команд. Гра проти «Ландсгута» 31 січня 1943 року була останньою грою під час Другої світової війни, молодих гравців після цієї гри призвали до війська.

### TSV 1861 Штраубінг
Після закінчення війни гравці «Бан Штраубінга» вирішили приєднатися до «TSV 1861 Штраубінг». Домашні ігри команда проводила на ставку біля середньовічного замку Штраубінгу, де сьогодні знаходиться льдовий стадіон «Ейсштадіон-ам-Пулвертурм».
Будівництво ковзанки «Ейсштадіон-ам-Пулвертурм» розпочалося в 1967 році. Першу гру на новій арені зіграли 13 листопада 1967 року проти «Пройзен Берлін». Свій перший сезон клуб відіграв у баварській лізі, де посів друге підсумкове місце. 
У 1970 клуб виходить до Регіональної ліги, а наступного року до Оберліги. В Оберлізі TSV 1861 Штраубінг відіграв до 1975 року, здобувши золоті нагороди вони підвищились до Другої Бундесліги. У Другій Бундеслізі команда посідала місця за межами чільної трійки.

### ХК Штраубінг (1981—2002)
У 1981 ХК «Штраубінг» відокремилася від «TSV 1861 Штраубінг». У 1983 році клуб фінішував сьомим, але через фінансові труднощі наступний сезон розпочав із четвертого дивізіону.
У 1994 нікнейм команди оновили та додали «Die Tiger». В основному «Штраубінг» виступав у цей період в Оберлізі поки не підвищились у 2000 до Другої Бундесліги. У 2002 професійна команда відокремилася від ХК «Штраубінг» через банкрутство останньої. У квітні 2002 було офіційно оголошено про хокейний клуб «Штраубінг Тайгерс».

### Штраубінг Тайгерс (з 2002)
У 2005 «Штраубінг Тайгерс» поступився у фіналі 2-ї Бундесліги «Дуйсбургу», наступного року вони здобули титул чемпіона та підвищились до ДХЛ. Штраубінг на сьогодні найменше місто, що має клуб у ДХЛ, а сама команда один із найменших бюджетів.
У 2012 клуб вперше вийшов до плей-оф, де поступився в півфіналі майбутньому чемпіону «Айсберен Берлін». 
В останньому чемпіонаті «тигри» посіли третє місце після регулярної частини та здобули право (через пандемію COVID-19 плей-оф скасували) презентувати Німеччину в Лізі чемпіонів сезону 2020—21, але цей турнір також скасували через пандемію COVID-19.